# ديفيد بيلي (متسابق دراجات نارية)
ديفيد بيلي (بالإنجليزية: David Bailey)‏ هو متسابق دراجات نارية أمريكي، ولد في 31 ديسمبر 1961.